# Dobrovolný svazek obcí Sedmihoří
Dobrovolný svazek obcí Sedmihoří je svazek obcí v okresu Domažlice, Plzeň jih a okresu Tachov, jeho sídlem je Staré Sedlo a jeho cílem je všestranný rozvoj regionu a možnost koordinace činnosti za účelem efektivního využití různých podpůrných prostředků a vzhledem k poloze při hranici s Bavorskem přeshraniční spolupráce. Sdružuje celkem 8 obcí a byl založen v roce 1999.

## Obce sdružené v mikroregionu
- Mezholezy
- Mířkov
- Vidice
- Prostiboř
- Staré Sedlo
- Velký Malahov
- Semněvice
- Bukovec